# Alex Killorn
Alex Killorn (Halifax, Nueva Escocia, 14 de septiembre de 1989), apodado Killer, es un jugador profesional canadiense de hockey sobre hielo que se desempeña en la posición de extremo izquierdo en Anaheim Ducks, equipo de la National Hockey League (NHL).

## Carrera
Fue seleccionado en la tercera ronda en la NHL Entry Draft de 2007. En 2012 hizo su debut profesional con el equipo Tampa Bay Lightning, en el cual jugó once temporadas (2012-2023), después pasó a Anaheim Ducks, donde lleva jugando una temporada.